# Hadena nigromaculata
Hadena nigromaculata là một loài bướm đêm trong họ Noctuidae.